# João Coimbra
João Carlos Amaral Marques Coimbra (Santa Comba Dão, 24 de Maio de 1986), é um futebolista português.
Em Julho de 2008 desvinculou-se do Benfica e assinou por duas temporadas pelo Marítimo tendo sido emprestado ao Gil Vicente Futebol Clube.
Assinou pelo Académico de Viseu em 2014, por uma temporada. 